# 米科拉伊夫卡 (舊馬亞基市鎮)
47°31′56″N 30°14′56″E / 47.53222°N 30.24889°E

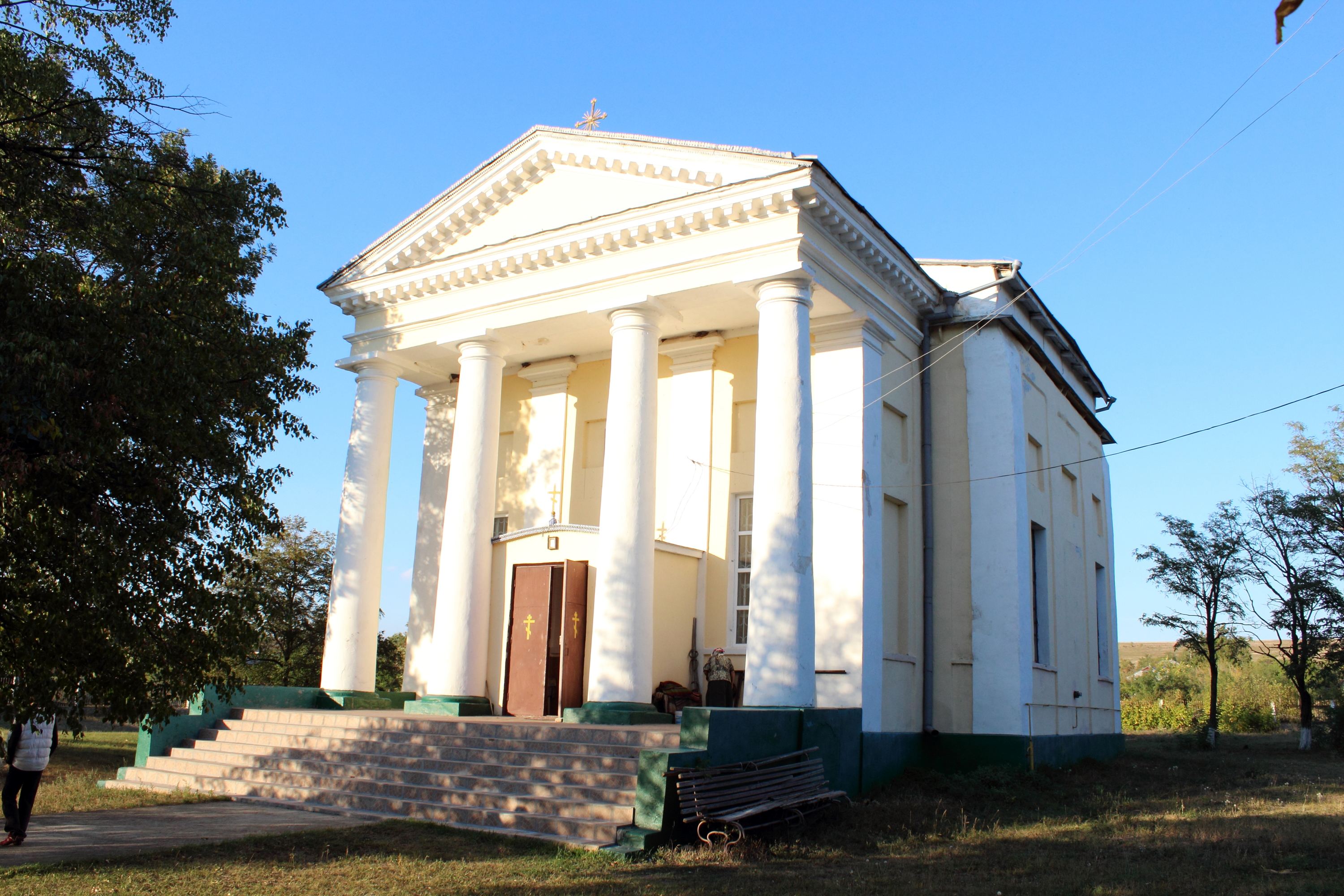

米科拉伊夫卡（烏克蘭語：Миколаївка）是位於烏克蘭西南部的村莊，由敖德萨州贝雷济夫卡区的舊馬亞基市鎮負責管轄。該村始建於1868年，面積3.91平方公里，海拔高度56米，2001年人口1,423，人口密度每平方公里363.94人。